# Abondance (Haute-Savoie)
Abondance (früher italienisch Abbondanza) ist eine französische Gemeinde mit 1536 Einwohnern (Stand 1. Januar 2022) und ein Kantonshauptort im Département Haute-Savoie in der Region Auvergne-Rhône-Alpes. Der Ort liegt im Arrondissement Thonon-les-Bains, der zum französischen Teil des Chablais gehört.

## Geographie

### Landschaft und Siedlung
Die Gemeinde liegt im Tal der Dranse d’Abondance und hat eine Fläche von 58,84 Quadratkilometern. Durch das Tal führt eine alte Straßenverbindung von Genf über den Pas de Morgins in das Wallis nach Saint-Maurice. Im unteren Abschnitt des Dransetals macht die Straße wegen der unwegsamen Schlucht bei Bioge in Reyvroz einen Umweg über Gavot, von wo aus Evian leicht zu erreichen ist, während eine andere Straße über Féternes nach Thonon-les-Bains führt.
Die Gemeinde umfasst mehrere verstreute Einzelsiedlungen und Weiler.

### Nachbargemeinden
- Chevenoz
- Bonnevaux
- Vacheresse
- La Chapelle-d’Abondance
- Châtel

## Geschichte
Im Frühmittelalter gehörte Abondance zum Herrschaftsbereich der Herren von Féternes. Im Jahr 1080 schenkte Ludwig von Féternes der Kanonikergemeinschaft des savoyischen Klosters in Saint-Maurice Ländereien im Tal. Saint-Maurice errichtete zunächst eine kleine Bergsiedlung mit einer Kapelle am Ort der heutigen Gemeinde La Chapelle d’Abondance und später ein Tochterkloster in Abondance.
Im frühen 13. Jahrhundert kam das Tal von Abondance unter die Herrschaft der Grafen von Savoyen, die später zu Herzögen erhoben wurden.
Während der Koalitionskriege gehörte das westliche Chablais von 1792 bis 1815 zu Frankreich und danach unter dem Haus Savoyen zum Königreich Sardinien-Piemont. 1860 stimmte auch in Abondance die Bevölkerung für den Anschluss der Haute-Savoie an Frankreich.

## Wirtschaft
Aus dem Tal von Abondance stammt ein halbfester Schnittkäse, der Abondance, der aus der Rohmilch der einheimischen Abondance-Rinder gewonnen wird. 
Um 1980 richtete sich die früher weitgehend landwirtschaftlich geprägte lokale Wirtschaft vorwiegend auf den Tourismus aus, zunächst für den Wintersport, in jüngster Zeit zunehmend auch für Sommeraktivitäten. Der bekanntere Wintersportort im Tal ist La Chapelle-d’Abondance, eine Station des grenzüberschreitenden Wintersportgebiets Portes du Soleil. Bekanntheit erlangte die Gemeinde Abondance im Winter 2007/2008 vor allem dadurch, dass sie als erste Gemeinde in den Alpen aufgrund der globalen Erwärmung ihr komplettes Skigebiet abgeschafft hat. Durch den Einstieg eines Investors (Bau von Schneeanlagen) wird der Betrieb der Skilifte im Winter 2009/2010 wieder aufgenommen.

## Sehenswürdigkeiten
- Ehemaliges Kloster

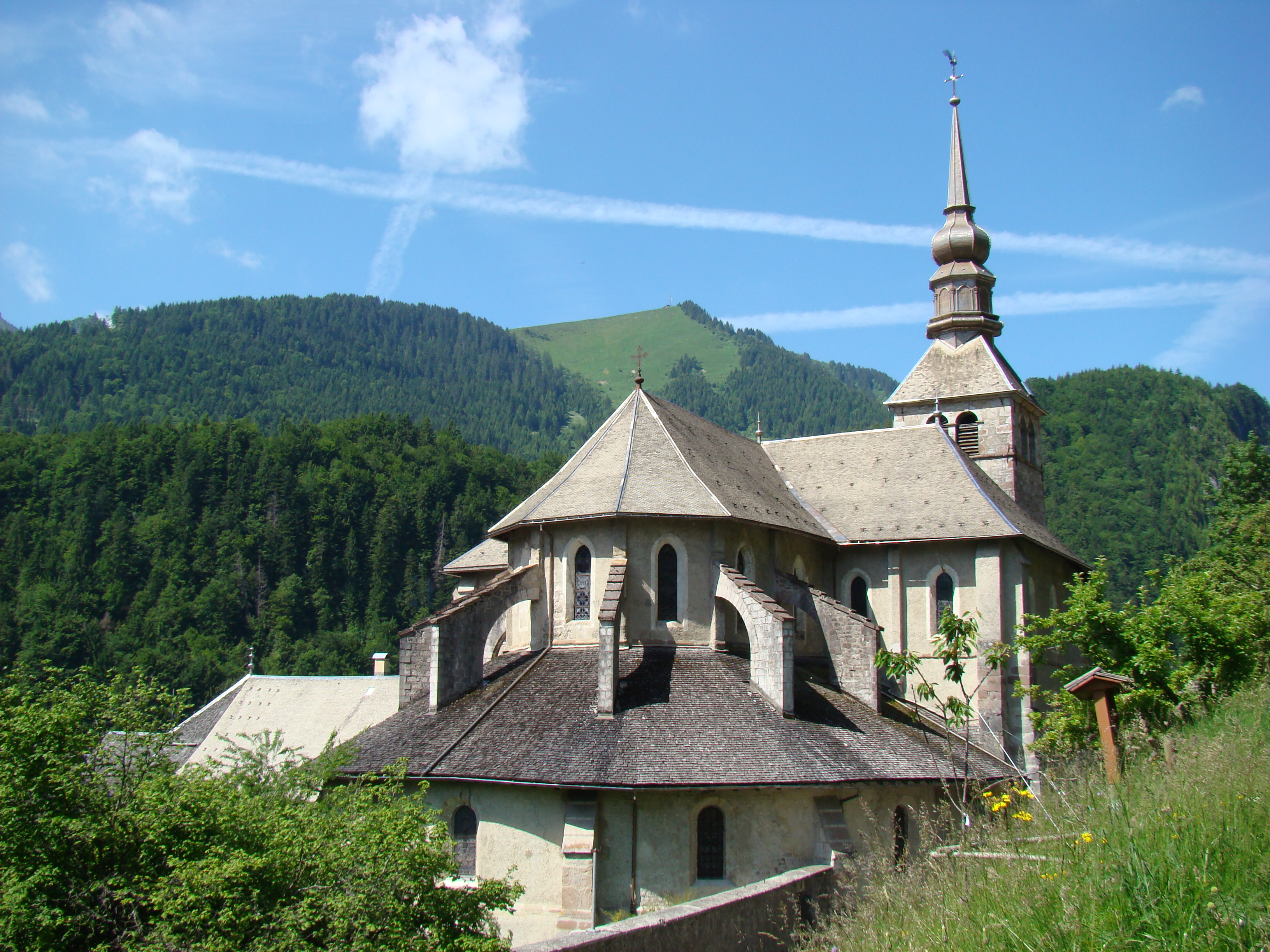
Klosterkirche

- Kreuzgang neben der Kirche, mit reichen Wandmalereien
- Museum für religiöse Volkskunst
- Wintersportmuseum